# 地段
段或稱地段是地理的基本單位之一，現多使用於地籍代號（段籍）等。

## 香港
是英文 Lot 的翻譯。
目前，香港地段編號可大致按地區分為數種：
1. 內地段（Inland lot，簡稱IL）及海傍地段（Marine lot），主要位於香港島
2. 九龍內地段（Kowloon Inland lot，簡稱KIL）及九龍海傍地段（Kowloon Marine lot），主要位於九龍界限街以南
3. 新九龍內地段（New Kowloon Inland lot，簡稱NKIL）及新九龍海傍地段（New Kowloon Marine lot），主要位於新九龍（即界限街以北，九龍群山以南）
4. 市地段（Town Lot），主要位於新界新市鎮，前方會加上所屬新市鎮名稱（如天水圍市地段，Tin Shui Wai Town Lot/TSWTL）
5. 測量約份地段（SD lot），主要位於新九龍邊緣地區，目前僅見於九華徑、大窩村、茶寮坳、馬游塘及安達臣道石礦場發展區
6. 丈量約份地段（DD lot），主要位於新界鄉村地區

除此以外，部分交通基建及特殊用地亦有其獨特的地段分類：
1. 九廣鐵路用地（KCR Land），適用於由九廣鐵路公司持有、並向港鐵公司租出的鐵路線及相關基建[註 1]
2. 地下鐵路地段（MTR Lot），適用於由港鐵公司持有及自行營運的鐵路線及相關基建
3. 永久碼頭，適用於部分維港兩岸的貨運碼頭（目前已不再新批此類地段）
4. 葵涌地段及青衣地段，適用於葵青貨櫃碼頭
5. 國防地段，適用於各軍營，亦是唯一擁有永久地上權的地段類別
6. 海上液化天然氣接收站地段，適用於索罟群島對出、由中華電力及香港電燈共用的香港海上液化天然氣接收站

## 台灣

### 地理
源自日本的「丁目」，台灣在戰後廢除許多日本制度，日本式地名中「丁目」被改成「段」，例如台北市文武町一丁目，1945年至1946年時改稱文武街一段（此處的段與現代台北的忠孝西路一段的段完全不同，這裡的文武街與清朝的台北城文武街也完全不同，戰後的文武街是文武町在1945年至1946年時的名稱，而清朝的台北城文武街是重慶南路一段），1947年台灣門牌改為道路式編排後，「段」一字移作它用，但是1950年代至1960年代台灣翻譯日文小說時仍可見到日文的「丁目」譯為「段」的情形，例如東京有樂町二丁目譯為有樂町二段。

### 地籍代號
日本的「丁目」、「町」、「大字」、「小字」除了當作門牌外，亦當作地籍代號使用。1947年台灣門牌改為道路式編排時，台灣地籍代號上的「町」、「大字」被改成「段」，「丁目」變成「小段」，日本町名由清代台灣傳統地名取代，例如川端町改稱螢橋段、大宮町改稱劍潭段、馬場町改稱崁頂段等。1976年至1987年間，台灣利用電腦、衛星等現代儀器進行地籍圖重新測繪，將日本之1200分之1地籍圖重繪為500分之1地籍圖，由「町」、「大字」改來的「段」被廢除，重新建立新的「段」，使用中山段、莒光段一類名稱。

## 註解
1. ↑  金鐘站東鐵綫月台及部分香港公園通風樓除外；該部分雖屬九鐵物業，但與港鐵擁有的車站其餘擴展部分，均以「內地段」形式批出，以便釐清擁有權。

## 外部連結
台灣地籍地圖（页面存档备份，存于）